# Antoni Ollé
Antoni Ollé Pinell (Barcelone, 1897 - ?, 1981) est un graveur, peintre et photographe espagnol.

## Biographie
Antoni Ollé étudie à l'École de la Llotja, à Barcelone.
Il obtient la médaille d'or Josep Masriera en 1920 et une autre d'argent à l'Exposition internationale de Barcelone en 1929. Il obtient également le prix national de Gravure en 1930 et la médaille d'or à l'Exposition nationale des beaux-arts de Madrid en 1950.
Très actif dans le milieu artistique barcelonais, Ollé est élu académicien numéraire de l'Académie Sant Jordi en 1943 et de l'académie des Sciences et des Arts de Barcelone en 1964. Correspondant de l'Académie royale des beaux-arts Saint-Ferdinand depuis 1974, il est aussi le président du Développement des arts décoratifs (ca) de 1949 à 1953, membre du Conseil des musées de Catalogne (ca), de la Commission provinciale des monuments (ca), du patronage de l'École Massana, sous-directeur du musée militaire de Montjuïc et conservateur du Poble espanyol.

## Collections, archives
- Bibliothèque de Catalogne